# Leopold von Croÿ-Dülmen
Leopold Emanuel Ludvík princ z Croÿ-Dülmenu (německy Leopold Emanuel Ludwig Prinz von Croÿ-Dülmen) (5. května 1827 Berlín – 15. srpna 1894 Vídeň) byl rakousko-uherský generál. V c. k. armádě sloužil jako nižší důstojník od roku 1852 a jako příslušník vysoké šlechty rychle postupoval v hodnostech. Zúčastnil se několika válečných tažení a sloužil u různých jednotek jezdectva. V letech 1886–1889 byl generálním inspektorem jezdectva, svou kariéru zakončil jako velitel 9. armádního sboru a pevnosti Josefov (1889–1894). V roce 1891 dosáhl hodnosti generála jezdectva, kromě řady rakousko-uherských a zahraničních vyznamenání se v roce 1892 stal rytířem Řádu zlatého rouna.

## Životopis

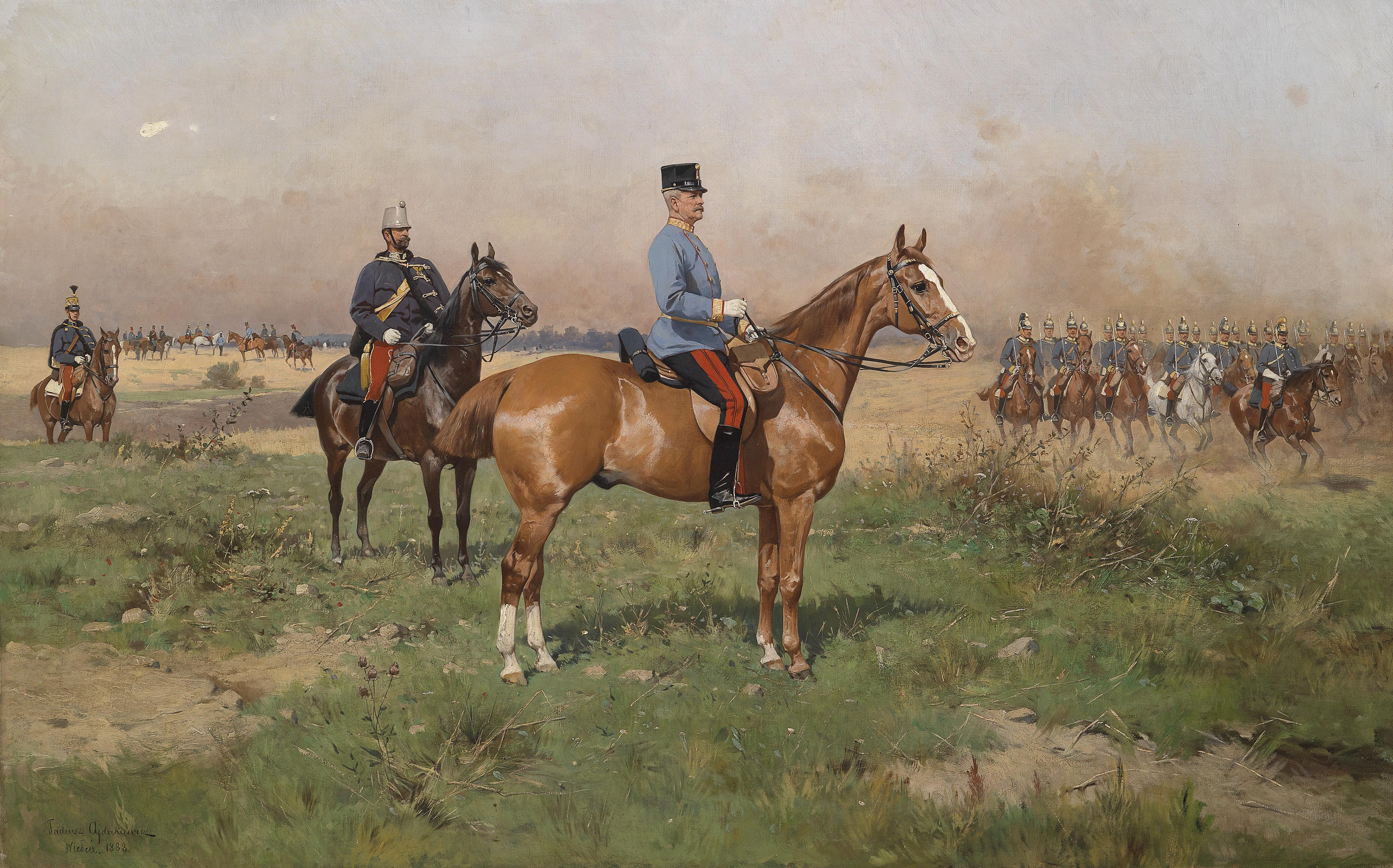
Princ Leopold Croÿ na manévrech (Tadeusz Ajdukiewicz, 1888)

Pocházel ze starého nizozemského šlechtického rodu Croÿů usazeného později v různých evropských zemích. Narodil se jako nejstarší syn pruského generála prince Františka Ludvíka Croÿe (1801–1871) a jeho manželky Johanny, rozené princezny Salm-Salm (1796–1868). Po otcově vzoru sloužil nejprve v pruské armádě a poprvé se vyznamenal v revolučním roce 1848. V roce 1852 přešel jako poručík do rakouské císařské armády, kde svou službu zahájil u 6. kyrysnického pluku v Hustopečích. Později byl jako nadporučík přeložen k 7. kyrysnickému pluku a v roce 1859 byl již rytmistrem u 10. hulánského pluku. Po sňatku v roce 1864 dočasně opustil aktivní službu, do armády se vrátil za prusko-rakouské války (1866) a získal hodnost majora, poté znovu sloužil u různých hulánských jednotek. Jako podplukovník (1869) byl štábním důstojníkem u 1. hulánského pluku v Temešváru a souběžně působil jako pedagog na jezdecké škole ve Vídni. V roce 1873 byl povýšen na plukovníka a stal se velitelem 8. dragounského pluku v Prešpurku (1873–1878).

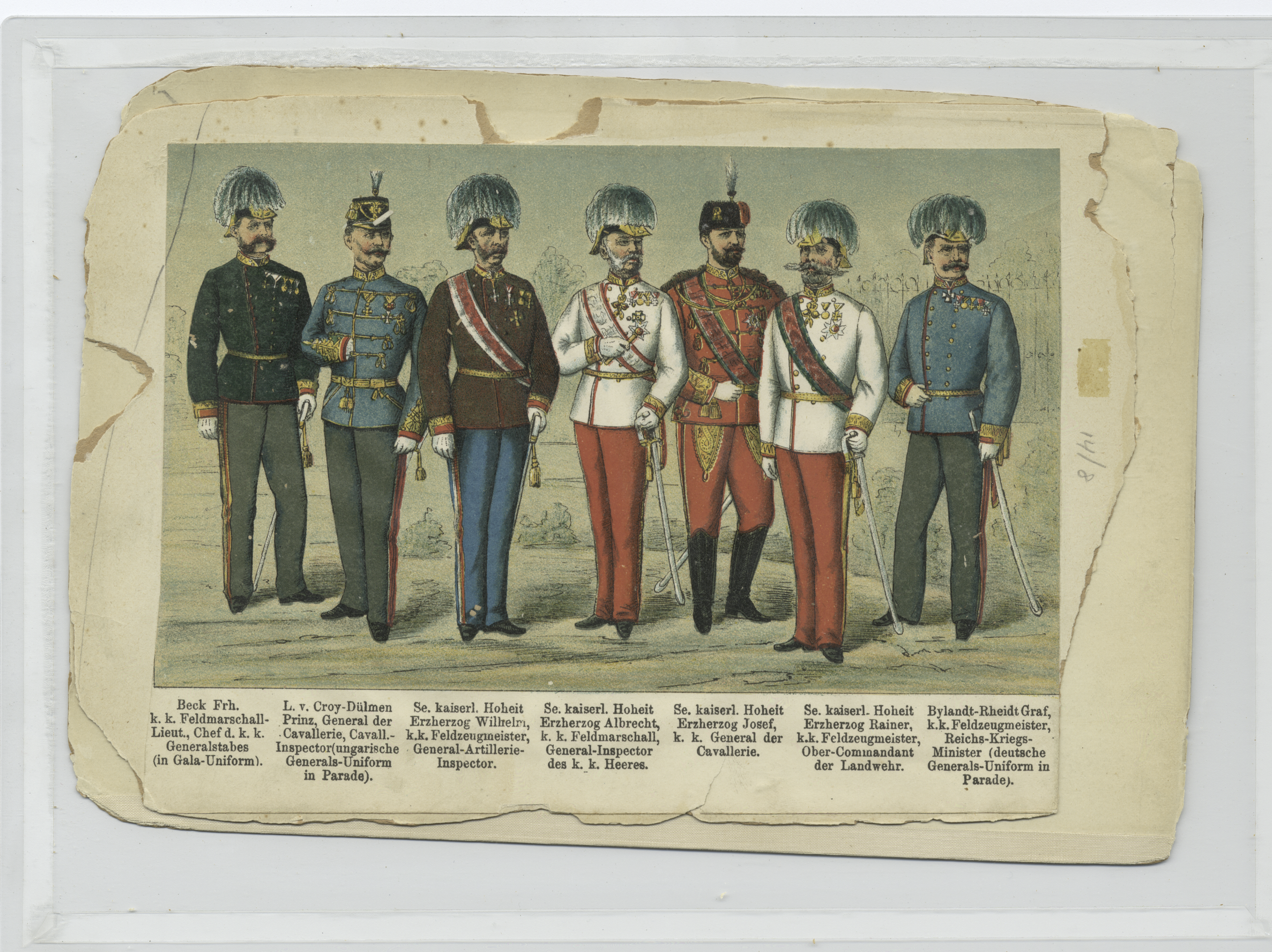
Vrchní velení rakousko-uherské armády 1887, zleva náčelník generálního štábu Friedrich von Beck-Rzikowsky, generální inspektor jízdy Leopold Croÿ-Dülmen, arcivévoda Vilém, arcivévoda Albrecht, arcivévoda Rainer a ministr války Arthur von Bylandt-Rheidt

V roce 1878 převzal velení 2. jezdecké brigády v Linzi a v roce 1879 dosáhl hodnosti generálmajora. Po druhém sňatku (1881) znovu armádu na několik let opustil a vzal si dovolenou. V roce 1884 převzal velení 10. pěší divize v Josefově a téhož roku byl povýšen do hodnosti polního podmaršála, následně byl velitelem 30. pěší divize ve Lvově V roce 1886 byl jmenován generálním inspektorem jezdectva a zároveň získal titul c. k. tajného rady. Nakonec v letech 1889–1894 zastával funkci velitele 9. armádního sboru a pevnosti v Josefově. V roce 1891 dosáhl hodnosti generála jezdectva. K datu 1. července 1894 byl penzionován a zemřel krátce poté ve Vídni. Je pohřben v Gars am Kamp, kde jeho rodina vlastnila majetek.

## Tituly a ocenění
Od narození užíval titul princ s nárokem na oslovení Jasnost (Seiner Durchlaucht). V roce 1886 byl jmenován c. k. tajným radou s nárokem na oslovení Excelence a od roku 1889 byl čestným majitelem pěšho pluku č. 94 dislokovaného v Liberci. Během své vojenské kariéry získal řadu ocenění. Byl nositelem Řádu železné koruny III. a I. třídy, komandérem Leopoldova řádu a držitelem Vojenského záslužného kříže. V zahraničí obdržel velkokříž saského Řádu Albrechtova a Řádu rumunské hvězdy, pruský Řád červené orlice II. třídy a bádenský Řád zähringenského lva, dále byl komandérem belgického Leopoldova řádu a ruského Řádu sv. Ondřeje a nositelem sicilského Řádu Františka I. Byl též čestným rytířem Maltézského řádu a v roce 1892 byl dekorován Řádem zlatého rouna. 

## Rodina
Byl dvakrát ženatý. Poprvé se oženil v roce 1864 v Benátkách s hraběnkou Beatrix Nugentovou (1822–1880), dcerou rakouského polního maršála hraběte Lavala Nugenta. Po ovdovění se oženil podruhé v roce 1881 s hraběnkou Rosou Karolínou ze Šternberka (1836–1918), jedinou dcerou hraběte Jaroslava ze Šternberka. a vdovou po knížeti Karlu Hohenlohe-Bartensteinovi. Rosa (v české literatuře uváděna též jako Růžena) byla c. k. palácovou dámou, dámou Řádu hvězdového kříže a nositelkou Alžbětina řádu. Po otci byla dědičkou velkostatku Neděliště. Ještě před tímto dědictvím koupila v roce 1873 za 631 000 zlatých velkostatek Bílé Poličany, kde se také konal její sňatek s princem Leopoldem. Oba velkostatky vynášely čistý roční zisk přibližně 28 000 zlatých. Poličanský zámek byl v té době dvakrát přestavěn, manželé zde příležitostně pobývali, organizovali kulturní a společenské akce. Obě manželství zůstala bezdětná. 
Jeho mladší bratr Alexander (1828–1887) byl majitelem velkostatku Gars am Kamp v Dolním Rakousku a v letech 1879–1885 poslancem rakouské říšské rady. Nejmladší z bratrů August Filip (1840–1913) sloužil v německé armádě a dosáhl hodnosti generálporučíka. Jejich sestra Marie (1837–1915) byla manželkou knížete Karla Lichnowského z Woštic (1819–1901).